# Diego Urrutia
Diego Ignacio Urrutia Barra (Temuco, 30 de enero de 1995) es un periodista, comediante, influencer y tiktoker chileno, reconocido por su participación en el ámbito del stand-up comedy. Se hizo conocido masivamente luego de triunfar como humorista en la edición 2023 del Festival Internacional de la Canción de Viña del Mar. Además, destaca por su gran éxito y alcance en redes sociales.

## Biografía
Nació el 30 de enero de 1995 en la ciudad de Temuco, Chile. Estudió periodismo en la Universidad de La Frontera, donde comenzó a desarrollar su interés por las comunicaciones y la comedia, sobre todo en el mundo del stand up comedy. Desde 2015, Urrutia se ha dedicado activamente al stand-up comedy y a la publicación de videos en sus cuentas de Instagram y TikTok donde destaca por publicar videos cortos que describen historias cotidianas con mucho humor.

## Carrera

### Stand-Up Comedy
Urrutia dio sus primeros pasos en la comedia en el año 2015 al realizar un taller de stand-up comedy, dictado por el exitoso periodista y comediante chileno Felipe Avello, donde tuvo una destacada participación. 
En sus inicios, Urrutia sólo actuaba en distintos bares de su natal Temuco y cada cierto tiempo lograba «telonear» a comediantes más reconocidos como los exintegrantes del polémico programa de humor El Club de la Comedia Sergio Freire, Pedro Ruminot y Fabrizio Copano, entre muchos otros. Luego de titularse como periodista de la Universidad de La Frontera, llega la pandemia de COVID-19 a inicios del 2020, lo que impidio los shows de bares pero permitió el auge de las redes sociales, donde Diego fue uno de los más destacados en el área de humor. 
Eso le permitió conseguir audiencia y llenar sus shows, de esa manera, ha mantenido una regular agenda de shows en pubs, eventos privados, casinos y teatros, lo que le ha permitido dar el salto a eventos masivos y de mayor audiencia como en el Gran Arena Monticello, la edición 2023 del connotado Festival Internacional de la Canción de Viña del Mar, las campañas benéficas y solidarias como la Teletón 2023 y Juntos, Chile se levanta en el año siguiente; y recientemente, en la sorpresiva edición 2025 de los Premios Caleuche.

### Influencer y Tiktoker
Además de su éxito en el stand-up, Urrutia también ha incursionado en el mundo digital como influencer y creador de contenido en TikTok. Su popularidad en redes sociales llegó durante el periodo de la pandemia cuando comenzó a grabar videos divertidos desde su casa en Temuco los cuales se viralizaron rápidamente. Su éxito en estas plataformas le ha permitido llegar a un público más amplio y diverso, alcanzando una cifra de 1.4 millones de seguidores tanto en Instagram como en TikTok posicionándose como el primer comediante chileno en conseguir esta cifra en TikTok y en Instagram a la vez.

## Festival de Viña del Mar 2023
La noche del 20 de febrero del 2023, Urrutia se convirtió en uno de los principales protagonistas del LXII Festival Internacional de la Canción de Viña del Mar, ya que su participación en el certamen fue confirmada a sólo días del inicio del evento. Esto debido a una reacción en cadena que provocó la cancelación de la presentación del grupo de rock mexicano Maná quienes decidieron suspender debido al estado de salud de su vocalista Fher y la posterior cancelación del reconocido actor y comediante chileno Daniel Alcaíno con su personaje de "Yerko Puchento", quién decidiera bajar su participación alegando incumplimientos de las condiciones solicitadas a la organización.
Debido a las cancelaciones, la organización del festival decidió reorganizar totalmente su parrilla programática para el día 20 de febrero del 2023 confirmando a dos figuras juveniles femeninas del pop urbano argentino, la reconocida cantante pop Tini (quien ganaría un año más tarde un Premio Lo Nuestro por su disco Cupido a "Mejor Disco de Pop Urbano") y la exintegrante del grupo tropical pop uruguayo Rombai, Emilia Mernes; además de la incorporación del humor con su confirmación, luego de los rumores sobre la posible y supuesta participación de otro reconocido humorista como posible reemplazo de Daniel Alcaíno allí, el exintegrante del dúo humorístico Dinamita Show, Paul Vásquez, "El Flaco". Diego, por su parte, al ser llamado por el comité organizador, quien aceptó el desafío de realizar una presentación con tan solo una semana de antelación.
Su actuación en la Quinta Vergara fue aclamada por el público y los críticos, lo que le otorgó una mayor visibilidad y consolidó su estatus como una estrella emergente en la comedia chilena.

## Premios y nominaciones
- 2023 - Ganador Gaviota de Plata y Gaviota de Oro, Festival de Viña del Mar.[15]
- 2023 - Ganador Copihue de Oro al “Creador de contenidos del año”.[17]
- 2023 - Nominado Premio Caleuche al Mejor Comediante del 2023.[18]